# Rhophodon consobrinus
Rhophodon consobrinus är en snäckart som beskrevs av Hedley 1924. Rhophodon consobrinus ingår i släktet Rhophodon och familjen Charopidae. Inga underarter finns listade i Catalogue of Life.